# Francis King
Francis Henry King (Adelboden, 4 de març de 1923 - 3 de juliol de 2011) va ser un novel·lista, poeta i contista britànic. Va treballar per al British Council durant 25 anys, i va ser corresponsal a Europa i al Japó. Durant 25 anys, va ser un dels principals crítics literaris de The Sunday Telegraph, i durant deu anys va ser el crític de teatre de la publicació.
Va néixer el 4 de març de 1923 a Adelboden (Suïssa). El seu pare era funcionari i, per això, Francis King va créixer a l'Índia i va retornar a Anglaterra quan el seu pare estava morint. Com a nen, va ser relegat als seus oncles. Va estudiar a la Shrewsbury School i al Balliol College d'Oxford. Durant la Segona Guerra Mundial va ser un objector de consciència, i va deixar Oxford per treballar la terra.
Després de graduar-se el 1949, va treballar per al British Council. Això el va dur a Itàlia, a Tessalònica i finalment a Kyoto. Mentre estava a Grècia es va trobar amb l'escriptora Anne Cumming, que també treballava per al British Council. Ella gaudia observant les seves aventures homosexuals. El 1964 va renunciar a escriure a temps complet, quan ja havia publicat nou novel·les, així com poemaris i memòries.
Va guanyar el premi Somerset Maugham per la seva novel·la The Dividing Stream (1951) i també va obtenir el premi Katherine Mansfield de contes. El 2000 English PEN li va atorgar el Golden PEN Award pel "servei distingit a la literatura durant tota la vida". El llibre The Firewalkers (1956) va ser publicat sota el pseudònim de Frank Cauldwell. De 1986 a 1989 va ser president de PEN Club Internacional. Va ser membre de la Royal Society of Literature i va ser nomenat oficial de l'Orde de l'Imperi Britànic el 1979 i comandant de l'Orde el 1985.
King va declarar públicament la seva homosexualitat en els anys 70. Després que la seva parella hagués mort de SIDA el 1988, va descriure la seva relació a Yesterday Came Suddenly (1993). King va sofrir un accident cerebrovascular el 2005 i va morir el 3 de juliol de 2011 a l'edat de 88 anys.

## Obres
- To the Dark Tower (1946), novel·la
- Never Again (1948), novel·la
- An Air That Kills (1948), novel·la
- The Dividing Stream (1951), novel·la, premi Somerset Maugham 1952
- Rod of Incantation (1952), poemes
- The Dark Glasses (1954), novel·la
- The Firewalkers: a Memoir (1956), escrit amb el pseudònim Frank Cauldwell
- The Man on the Rock (1957), novel·la
- The Widow (1957), novel·la
- The Custom House (1961), novel·la
- The Japanese Umbrella and Other Stories (1964), recull de contes
- The Last Pleasure Gardens (1965)
- The Waves Behind the Boat (1967), novel·la
- Robert de Montesquiou de Philippe Julian (1967) – traductor amb John Haylock
- The Brighton Belle and other stories (1968)
- The Domestic Animal (1970), novel·la, revisió de l'edició suprimida de 1969
- Flights (1973)
- A Game of Patience (1974)
- The Needle (1975)
- E.M. Forster and his World (1978), biografia de l'autor de Passatge a l'Índia i Retorn a Howards End
- Act of Darkness (1983)
- Voices in an Empty Room (1984)
- Frozen Music (1987)
- Visiting Cards (1990)
- Punishments (1989)
- The Ant Colony (1992)
- Yesterday Came Suddenly (1993), autobiografia
- The Nick of Time (2002), novel·la
- The Sunlight on the Garden (2006), recull de contes
- With My Little Eye (2007), novel·la
- Cold Snap (2009)